# 株本祐己
株本 祐己（かぶもと ゆうき、1990年11月24日 – ）は、日本の実業家。
現在は東京都新宿区に在住し、WEBコンサルティング業を中心とした事業を行うStockSun株式会社の取締役を務める。
その他にも、年収チャンネルやフリーランス向けオンラインサロンの運営など、複数の事業を展開している。

## 来歴
- ドイツハンブルク生まれ。
- 2006年4月1日：桐朋高校に入学。
- 2009年4月1日：早稲田大学スポーツ科学部に入学。
- 2010年：大学2年時にベンチャー企業「バリュークリエーション株式会社」でインターンを経験。
- 2013年4月1日：同社入社。
- 2016年：大手コンサルティングファーム「株式会社ベイカレント・コンサルティング」に転職。
- 2017年：独立してStockSun株式会社を設立。
- 2020年8月：フリーランス名鑑のサービスを開始。
- 2020年12月17日：書籍『稼ぐことから逃げるな 若者たちに伝えたい「個の時代」を勝ち抜く方法』を出版[1]。
- 2022年8月：Stocksun株式会社の代表取締役を辞任し、同社取締役となる[2]。

## 人物
大学2年生のとき、東日本大地震をきっかけに人生を見つめ直す。そして「バリュークリエーション株式会社」という5、6人のベンチャー企業でインターンを始め、新規事業の立ち上げや黒字化を経験。新卒で入社後は、マーケティングの責任者として3年間事業拡大に貢献。その後、大手コンサルティングファームである株式会社ベイカレント・コンサルティングに転職。同社では、大手金融機関の管理会計業務支援のほか、ネットワーク更改などのプロジェクトを担当。しかし仕事内容に不満を感じて退職後、フリーランスとして独立し2017年にStockSun株式会社を創業。社員0人で年商10億円超（月商1億円超）を達成。
フリーランス組織を形成しているが、財力の重要性を説いて「稼げないことは恥」と公言し、「雑魚お断り」と戦闘能力の低いフリーランスのことをバッサリ切るなど、歯に衣着せぬ強気な発言も話題を呼んでいる。

## 出演
- どうする?withコロナの就活&働き方 志望動機・自己PR（ABEMA、2021年3月1日）
- 令和の虎CHANNEL（YouTube、2019年 - 2022年）
- M&A BANK（YouTube、2018年 - 2021年）
- 内定チャンネル（YouTube、2019年 -）

## 著書
- 稼ぐことから逃げるな 若者たちに伝えたい「個の時代」を勝ち抜く方法（KADOKAWA、2020年。ISBN 978-4046049551）